# Hermann Neuberger
Pour les articles homonymes, voir Neuberger.
Hermann Neuberger (Völklingen-Fenne, 12 décembre 1919 - Homburg, 27 septembre 1992) est un dirigeant allemand de football. Il est le 7e Président de la DFB, de 1975 à 1992. Il est considéré comme un des « pères de la Bundelisga ».

## Biographie
Originaire de la Sarre, Hermann Neuberger suit une formation de journaliste. Après la Seconde Guerre mondiale, il devient président de la Saarländischer Fußballverband (SFV), fédération affiliée à la FIFA lorsque la Sarre est un État indépendant. Il reste dans ses fonctions après l'intégration de la Sarre dans la RFA en 1957.
Neuberger est considéré comme un des « pères de la Bundelisga ». Il est élu pour faire partie du Comité d'élection des clubs lors de la création de la ligue fédérale unique, en vue de la saison 1963-1964.
Une de ses plus grandes fiertés est d'avoir présidé et mené à bien l'organisation du Weltmeisterschaft '74. Il s'en tire si bien qu'il est ensuite élu comme vice-président de la FIFA et devient responsable des comités d'organisation des Mondiaux de 1978 à 1990. Il demeure vice-président de la Fédération internationale jusqu'à son décès en 1992.
Le 25 octobre 1975, Neuberger est élu président de la plus grande fédération sportive allemande, la Deutscher Fussball Bund. Sous sa présidence, la Nationalmannschaft remporte un titre mondial (1990), est deux fois vice-championne du monde (1982 et 1986), remporte un titre européen (1980) et est une fois vice-championne d'Europe (1976).
Hermann Neuberger est décédé le 27 septembre 1992 au centre hospitalier universitaire de Homburg des suites d'un cancer. Son épouse est décédée en 2014.

## Reconnaissance
Le siège de la Deutscher Fussball Bund à Francfort/Main - la Hermann-Neuberger-Haus - ainsi que la Hermann-Neuberger-Sportschule à Sarrebruck ont été nommés en son honneur. Sa ville natale Völklingen a baptisé son complexe sportif, son stade (Hermann Neunbergerstadion), une école secondaire à son nom et lui a érigé un monument.
Annuellement, la Fédération sportive de Sarre, décerne le Hermann-Neuberger-Preis à un club ou association de ce Länder qui s'est particulièrement illustré soit dans la recherche de talents, soit dans la formation sportive ou encore dans le développement du sport d'élite.